# Solanum capense
Solanum capense är en potatisväxtart som beskrevs av Carl von Linné. Solanum capense ingår i släktet skattor som ingår i familjen potatisväxter. Inga underarter finns listade i Catalogue of Life.